# Acentroscelus ramboi
Acentroscelus ramboi es una especie de araña cangrejo del género Acentroscelus, familia Thomisidae. Fue descrita científicamente por Mello-Leitão en 1943.

## Distribución
Esta especie se encuentra en Brasil.

## Tratamiento taxonómico
La especie aparece registrada y publicada en Catálogo das aranhas do Rio Grande do Sul. Arquivos do Museu Nacional do Rio de Janeiro 37: 147–245, 24 pls.